# Джонатан Роу
Джонатан Роу (англ. Jonathan Rowe, нар. 30 квітня 2003, Лондон) — англійський футболіст, нападник французького клубу «Марсель» та молодіжної збірної Англії. Виступав також за клуб «Норвіч Сіті».

## Клубна кар'єра
Джонатан Роу народився 2003 року в Лондоні. Розпочав займатися футболом у юнацькій команді клубу «Вемблі», пізніше перейшов до юнацької команди клубу «Норвіч Сіті». У дорослому футболі дебютував 2021 року виступами за команду «Норвіч Сіті», в якій грав до 2024 року, взявши участь у 48 матчах чемпіонату. У 2024 році керівництво клубу віддало футболіста в оренду до французького клубу «Марсель». Станом на 20 жовтня 2024 року відіграв за команду з Марселя 7 матчів у національному чемпіонаті.

## Виступи за збірну
З 2023 року Джонатан Роу грає у складі молодіжної збірної Англії. На молодіжному рівні станом на кінець жовтня 2024 року зіграв у 4 офіційних матчах, забив 1 гол.

## Досягнення

### Збірні
- Чемпіон Європи серед молодіжних команд: 2025